# Staphylococcal scalded-skin syndrome
Staphylococcal scalded-skin syndrome (SSSS) is een syndroom dat ontstaat als bacteriën van de stam Staphylococcus aureus toxinen produceren die blaarvorming van de huid veroorzaken en blaarvorming plaatsvindt op huid zonder tekenen van infectie (dus gezond ogend). Scalded betekent iets als: geblakerd, verbrand.
Ook bij impetigo (krentenbaard) kan blaarvorming optreden (=bulleuze impetigo), maar dan zijn er op die plekken ook ziekteverschijnselen (roodheid, zwelling, pijn). Bij SSSS blijken de toxinen zich door de bloedbaan te kunnen verspreiden, zodat ook op plekken waar de bacterie niet aanwezig is toch blaren kunnen ontstaan. De toxinen worden door de nieren uitgescheiden; dit verklaart waarom het ziektebeeld vooral bij kinderen en nierpatiënten optreedt.

## Mechanisme
Er zijn twee toxinen geïdentificeerd: exfoliative toxin (ET-) A en B. De toxinen blijken in staat het eiwit desmogleïne 1 af te breken, een onderdeel van het desmosoom dat de huidcellen in de opperhuid aan elkaar verbindt. Ditzelfde eiwit is ook aangedaan bij de ziekte pemphigus foliaceus, en histologisch zijn de ziekten dan ook moeilijk te onderscheiden.

## Behandeling
De bacterie kan worden bestreden met antibiotica, bijvoorbeeld flucloxacilline. Verder moet de patiënt tegen vochtverlies en verdere infectie worden beschermd. De blaren genezen in principe in enkele dagen zonder littekens achter te laten.